# Fonyód
Fonyód – miejscowość wypoczynkowa na Węgrzech, w komitacie Somogy, położona na południowym brzegu Balatonu.

## Współpraca
Miejscowości partnerskie:
- Borsec, Rumunia
- Krotoszyn, Polska
- Leipheim, Niemcy
- Mettet, Belgia
- Mońki, Polska
- Novi Vinodolski, Chorwacja
- Nowe Zamki, Słowacja